# 小蓑衣藤
小蓑衣藤（学名：Clematis gouriana）为毛茛科铁线莲属下的一个种。

## 扩展阅读
- 維基物種上的相關：小蓑衣藤